# Гадсон (Південна Дакота)
Гадсон (англ. Hudson) — місто (англ. town) в США, в окрузі Лінкольн штату Південна Дакота. Населення — 311 особа (2020).

## Географія
Гадсон розташований за координатами 43°7′48″ пн. ш. 96°27′20″ зх. д. / 43.13000° пн. ш. 96.45556° зх. д. (43.130102, -96.455618).  За даними Бюро перепису населення США в 2010 році місто мало площу 0,73 км², уся площа — суходіл.

## Демографія
Згідно з переписом 2010 року, у місті мешкало 296 осіб у 126 домогосподарствах у складі 70 родин. Густота населення становила 405 осіб/км².  Було 150 помешкань (205/км²).
Расовий склад населення:
| - 98,3 % — білих - 1,0 % — корінних американців |

До двох чи більше рас належало 0,7 %. Частка іспаномовних становила 0,0 % від усіх жителів.
За віковим діапазоном населення розподілялося таким чином: 13,5 % — особи молодші 18 років, 59,5 % — особи у віці 18—64 років, 27,0 % — особи у віці 65 років та старші. Медіана віку мешканця становила 47,7 року. На 100 осіб жіночої статі у місті припадало 116,1 чоловіків;  на 100 жінок у віці від 18 років та старших — 111,6 чоловіків також старших 18 років.
Середній дохід на одне домашнє господарство  становив 59 961 долар США (медіана — 44 688), а середній дохід на одну сім'ю — 64 224 долари (медіана — 55 417). Медіана доходів становила 35 938 доларів для чоловіків та 26 875 доларів для жінок. За межею бідності перебувало 3,6 % осіб, у тому числі 5,4 % дітей у віці до 18 років та 8,3 % осіб у віці 65 років та старших.
Цивільне працевлаштоване населення становило 184 особи. Основні галузі зайнятості: виробництво — 26,1 %, освіта, охорона здоров'я та соціальна допомога — 17,9 %, транспорт — 10,9 %, роздрібна торгівля — 10,9 %.